# Andtjärnet, Värmland
Andtjärnet är en sjö i Torsby kommun i Värmland och ingår i Glommas huvudavrinningsområde.